# Woleai
Woleai è un atollo delle Isole Caroline.

## Geografia politica
Amministrativamente è una municipalità del distretto delle isole esterne di Yap, di Yap, uno degli Stati Federati di Micronesia.
Composto da 22 isolette, ha una superficie di 17 km² e 1 081 abitanti (Census 2008).

## Storia
Durante la seconda guerra mondiale fu una base aerea del Giappone.

### Lingue
La popolazione parla il woleaiano, la cui scrittura molto particolare, venne studiata da John Macmillan Brown nel 1913.

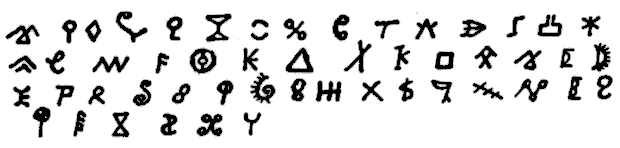
Alfabeto della lingua woleaiana